# Plaza Monumental Román Eduardo Sandia
La Plaza Monumental Román Eduardo Sandia conocida también como la Plaza de Toros de Mérida es una plaza de toros de primera categoría ubicada en la ciudad de Mérida, Venezuela siendo una de las principal infraestructura para eventos culturales y artísticos a gran escala de la ciudad después del Estadio Olímpico Metropolitano, es el recinto sede para las corridas de toros en el marco de las Feria Internacional Del Sol.
La plaza fue inaugurada en 1967 para servir de sede a varios de los eventos de las Ferias del Sol como El Caranval Taurino de América, la Elección y Coronación de la Novia del Sol y los conciertos y eventos populares que se dispongan realizar durante el festejo carnavalesco, posee una capacidad de 16.000 espectadores.

## Construcción
El proyecto fue elaborado por la Escuela de Arquitectura de la Universidad de Los Andes, por los Arquitectos Alfredo Blanco,  Elí Saúl  Uzcátegui,  Ramón Pérez y Luis Ramírez, siendo uno de sus calculistas el Ing. Manuel Padilla Hurtado(+). La obra de la plaza fue ejecutada en tiempo récord de seis (6) meses, de los cuales tres (3) meses fueron en la construcción de la Plaza como tal. 
Alberga en su seno un aforo de 16.460 espectadores, Capilla,  Patio de Cuadrillas "César Faraco", Patio de Caballos "Humberto Álvarez", áreas administrativas, corrales, caballerizas, Museo Biblioteca Taurina, el  Salón "Cova Rey" para actividades especiales, el Café Taurino "La Gaonera". 

## Inauguración
La Plaza de Toros Monumental "Roman Eduardo Sandia"  de Mérida oficialmente abrió sus puertas el ocho de diciembre de 1967 en el marco de la Feria en honor a Nuestra Señora Virgen de la Inmaculada, Patrona Merideña. La corrida inaugural se celebró al día siguiente, el nueve y ante torrencial aguacero que cayó sobre la ciudad, se celebró el diez, cuando se realizaron dos corridas, una en la mañana y otra por la tarde.
El cartel inaugural de la plaza estuvo conformado por el merideño venezolano César Faraco "El Cóndor de Los Andes", los españoles Manuel Benítez "El Cordobés" y Francisco Rivera(+) "Paquirri".  Se lidió un toro de la ganadería de Don Félix Rodríguez y cinco de "Achury Viejo" de  Colombia. 
El primer toro se llamó "Merideño", n.º 608, 432  kg.,  El primer capotazo lo dio César Faraco; la primera suerte de varas la ejecutó el picador venezolano Rigoberto Bolívar; el primer par de banderillas las colocó Carlos Saldaña(+); la primera oreja fue cortada al toro "Campanero", n.º  84, concedida al matador de toros español Francisco Rivera  "Paquirri"(+).

## Toreros
Ha recibido figuras del Toreo de diferentes países: España, Francia, México, Colombia y Perú; como Andrés Roca Rey, Julián López "El Juli", José Miguel Arroyo "Joselito", Francisco Rivera Ordóñez, José Antonio Morante Camacho "Morante de la Puebla", Miguel Ángel Perera, Alejandro Talavante, Juan Serrano "Finito de Córdoba" , Enrique Ponce, Sebastián Castella, Uceda Leal, Juan José Padilla, Nimeño  II, Francisco Rivera "Paquirrí", Palomo Linares, Eloy Cavazos, Paco Camino, Javier Conde, Manuel Benítez "El Cordobés", José María Manzanares, Antonio Barrera, Paquito Perlaza, Luis Bolívar, David Fandila "El Fandi", Daniel Luque, Mari Paz Vega, entre otros. 
Entre los venezolanos que han pisado su ruedo se puede mencionar a los merideños: César Faraco, Nerio Ramírez "El Tovareño", Rafael Orellana, además de Leonardo Benítez, Otto Rodríguez, Erick Cortez, César Vanegas,  Eduardo Valenzuela, Leonardo Rivera, Alexander Guillén, Jesús  Enrique Colombo, y Curro Ramírez, entre otros.

## Actividades
Es sede de la Escuela Taurina "Humberto Álvarez", de la Asociación de Picadores y Subalternos de Venezuela, del Programa de Equinoterapia "Dr. Marcos Díaz Orellana" obra social médico asistencial que ofrece atención gratuita a pacientes con parálisis cerebral infantil(PCI), autismo, síndrome de down, retraso psicomotor, problemas de conducta, hiperactividad, lesiones medulares, ACV, entre otras, utilizando como factor fundamental terapéutico el caballo, teniendo en existencia para tal actividad una cuadra de 16 caballos debidamente entrenados para la ejecución del Programa.  

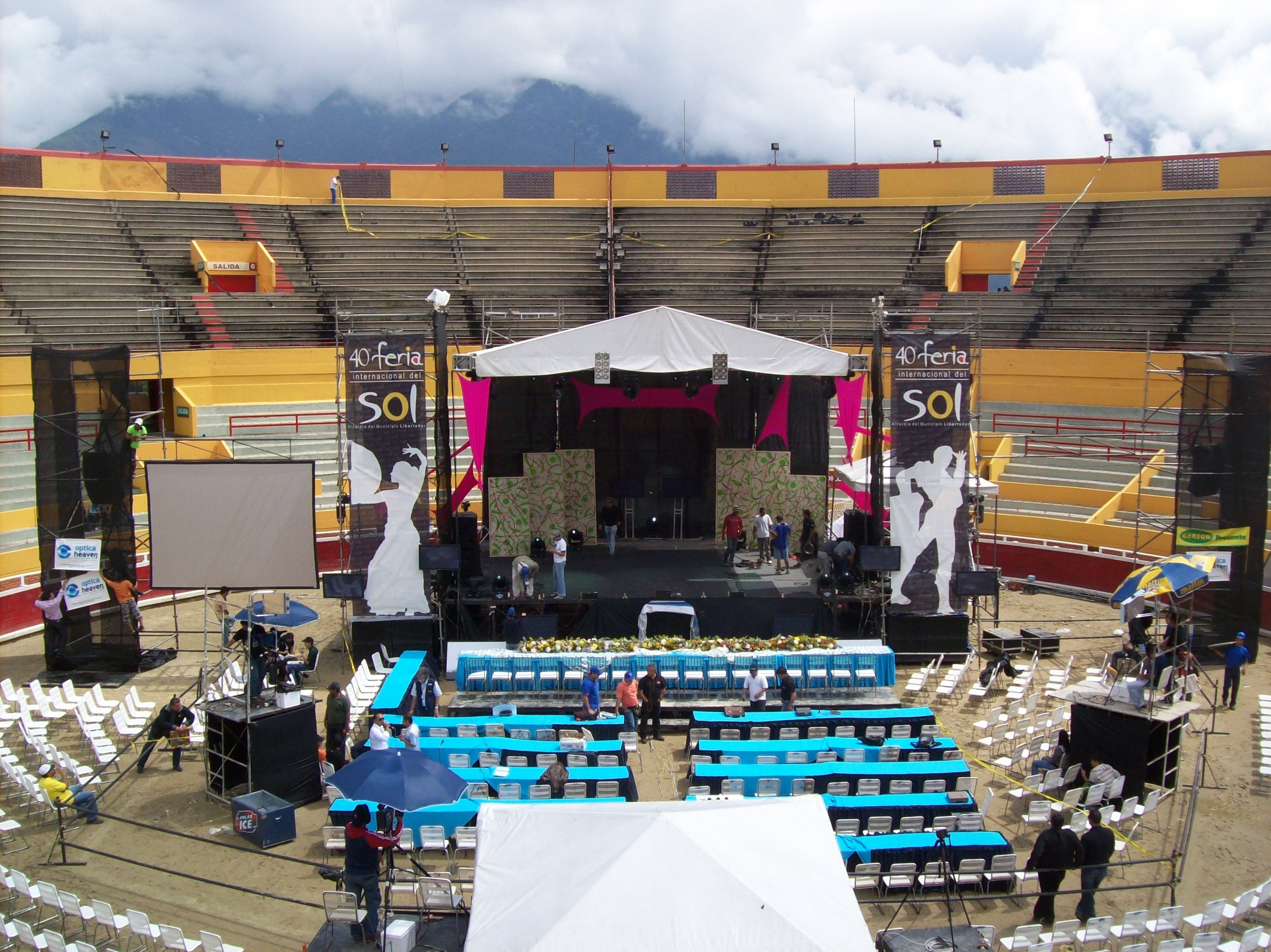
Ruedo de la Monumental de Mérida, durante la elección y coronación de les Reina Internacional del Sol 2009.

También ha recibido Artistas venezolanos e internacionales como Menudo, Rocío Dúrcal,Juan Gabriel, Lucero, Binomio de oro de América, Juanes, Maná, Desorden Público, Caramelos de Cianuro, Franco De Vita, Paulina Rubio, Chino y Nacho, Don Omar, Tito El Bambino, Molotov, Wisin y Yandel, Dálmata, Voz Veis, Los Hombres G, Aterciopelados, Jorge Celedón, Jean Carlos Centeno, L'squadron, Tecupae, Luis Silva, Servando y Florentino ,Armando Martínez , Lasso, Akapellah, Micro TDH, Neutro Shorty, entre otros.